# Уоррентон (Виргиния)
Уоррентон (Warrenton) — город и окружной центр в округе Фокир, в штате Виргиния, США. Население по переписи 2010 года составляет 9 611 человек. В городе размещается администрация округа Фокир.

## История
Город Уоррентон образовался из поселения, которое возникло на пересечении дорог Фалмут-Винчестер и Александрия-Калпепер. В 1790-х годах здесь был построен окружной суд и место стало называться Фокир-Кортхауз. Город Уоррентон был официально основан 5 января 1810 года и назван в честь генерала Джозефа Уоррентона, героя войны за независимость США, погибшего в сражении при Банкер-Хилл. Ричард Генри Ли пожертвовал городу землю для постройки окружного суда. 
В 1819 году здание суда 1795 года постройки было перестроено, и его посещал маркиз Лафайет в 1825 году, но новое здание сгорело в 1853 году и на его месте с 1854 году было построено новое.

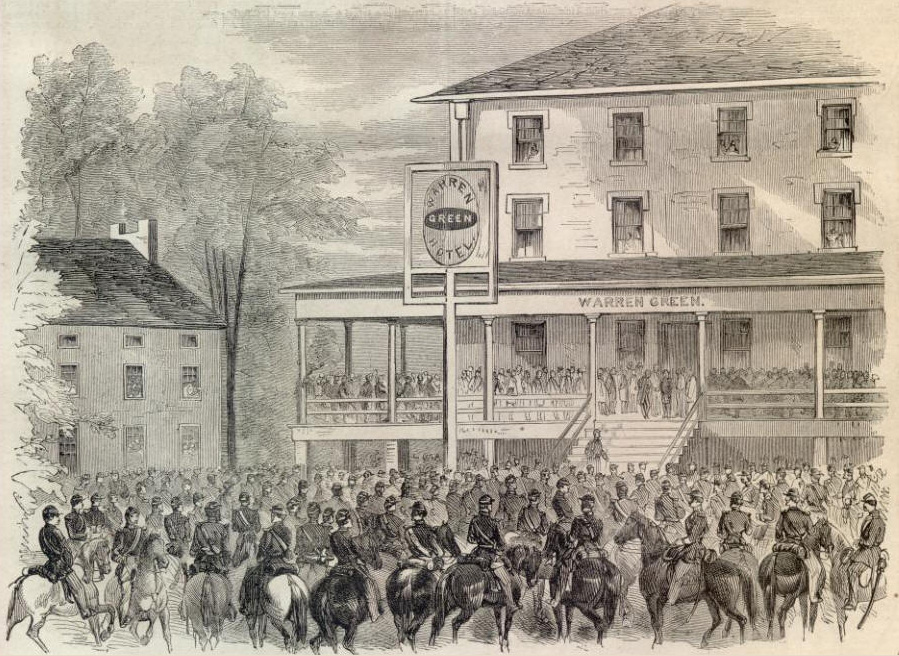
Макклеллан прощается с армией на крыльце "Warren Green Hotel"

В 1819 году Тадеуш Норрис построил в городке таверну, которая стала известна как "Norris Tavern". В 1825 году в этом здании устраивал банкет генерал Лафайет, здесь же был объявлен президентом Генри Клей. В здании бывали Эндрю Джексон и Джеймс Монро. В ноябре 1862 года здание было штабом генерала Макклеллана и на его крыльце он простился с армией, когда президент отстранил его от командования. В 1876 году здание было перестроено после пожара, сейчас в нем находится Warren Green Hotel.
В 1859 - 1861 году судья Эдвард Спилман построил дом, известный потом как "Дом Спиллмана". В 1869 году он продал его Джеймсу Кейту. В 1875 году дом купил Джон Мосби. Когда у Мосби умерла жена, он продал дом бывшему офицеру Эппе Хантону, который был собственником дома до 1902 года. С тех пор дом известен как "дом Спилмана-Мосби". В 2001 году в этом здании открылся музей Джона Мосби. 
В 1889 году здание окружного суда сгорело и было реконструировано. В 1920 году перед зданием суда была установлена статуя Джона Мосби. В 1975 году здание было отремонтировано.

## Известные жители
- Чарльз Маршалл
- Эппа Хантон
- Джон Мосби
- Скотт Шипп[англ.]
- Уолтер Крайслер

## Исторические объекты
- Парадайз (1758)
- Монтероза (1848)
- Брентмур, дом Спилмана (1861)

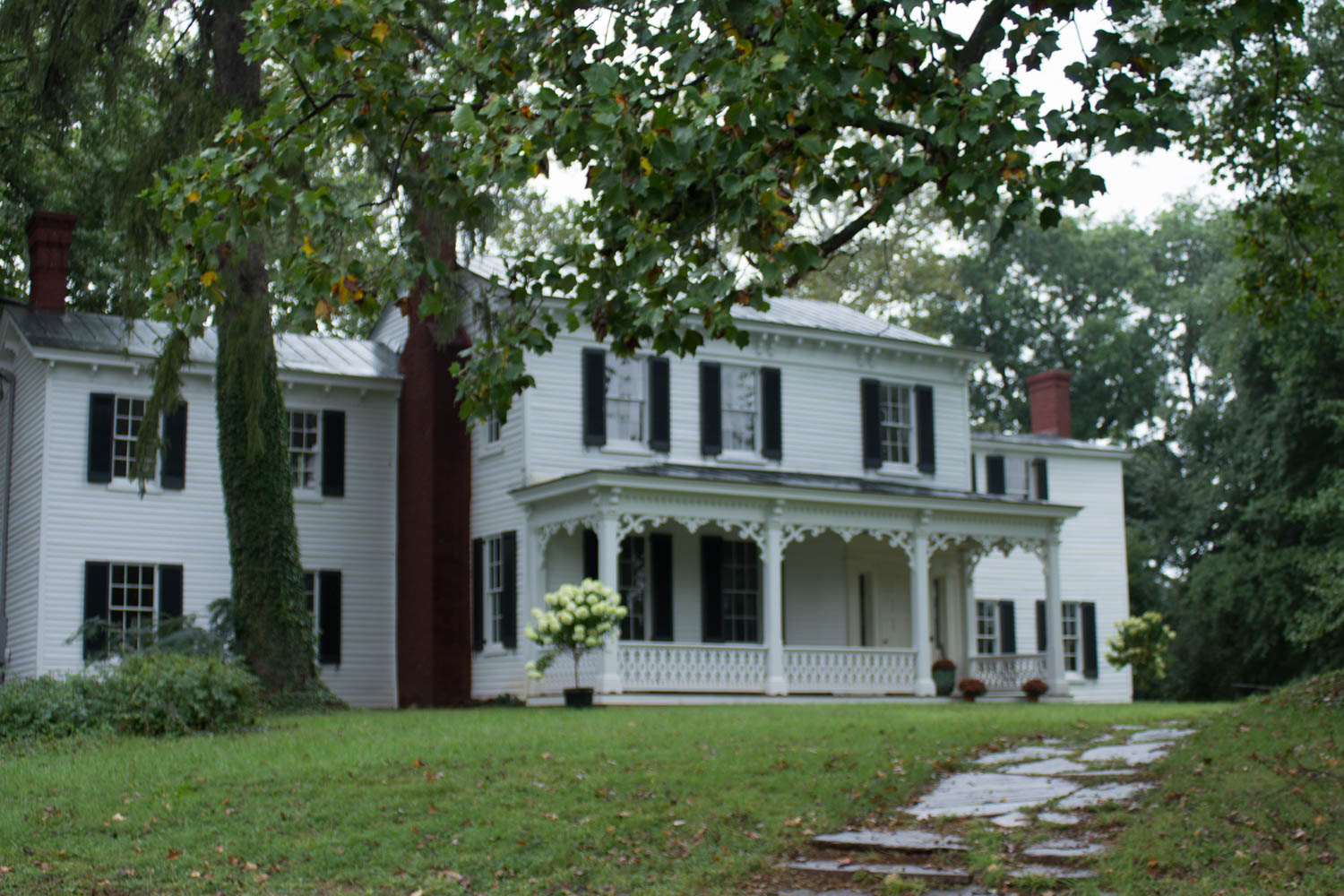
Парадайз
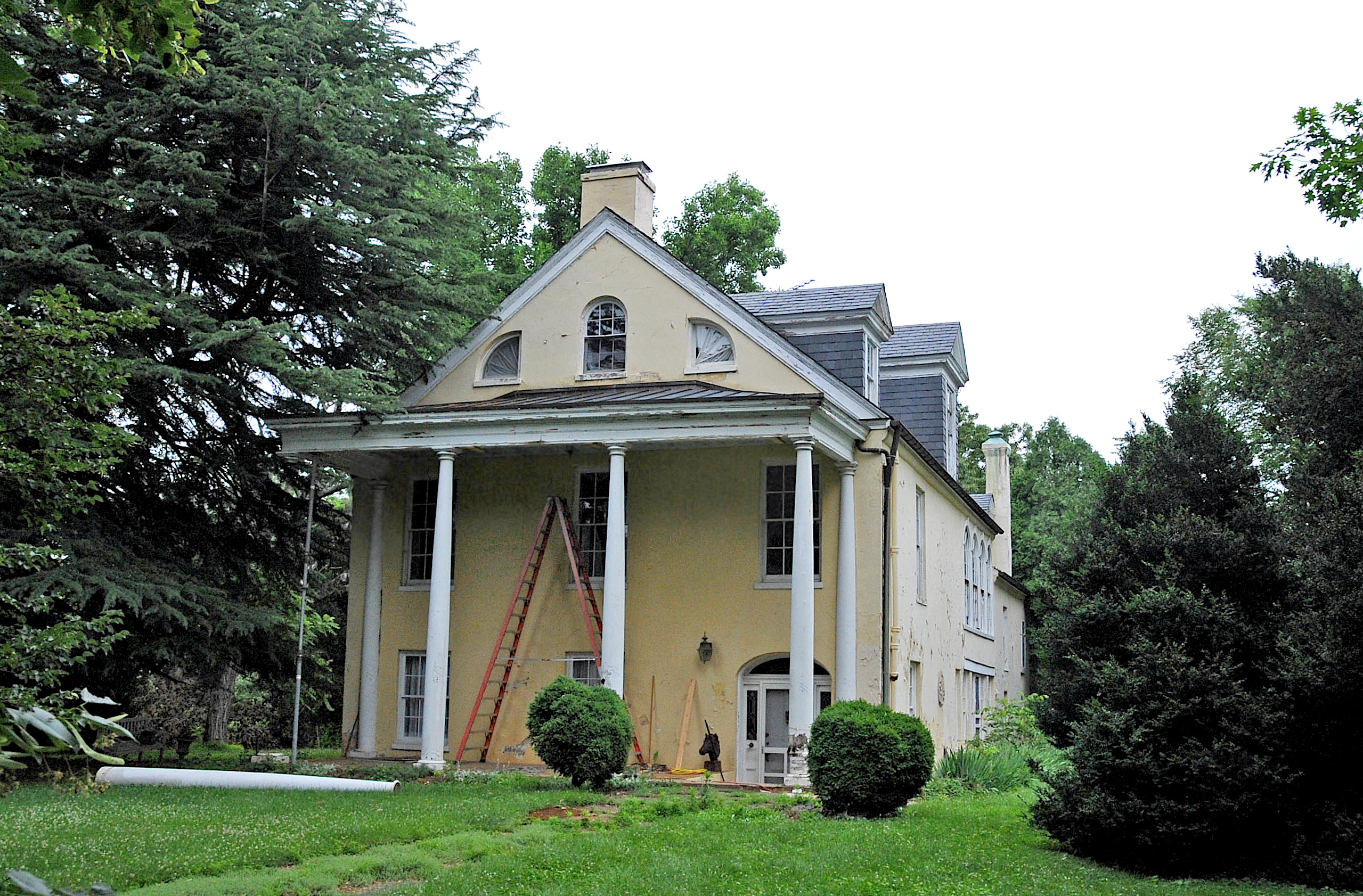
Монтероза
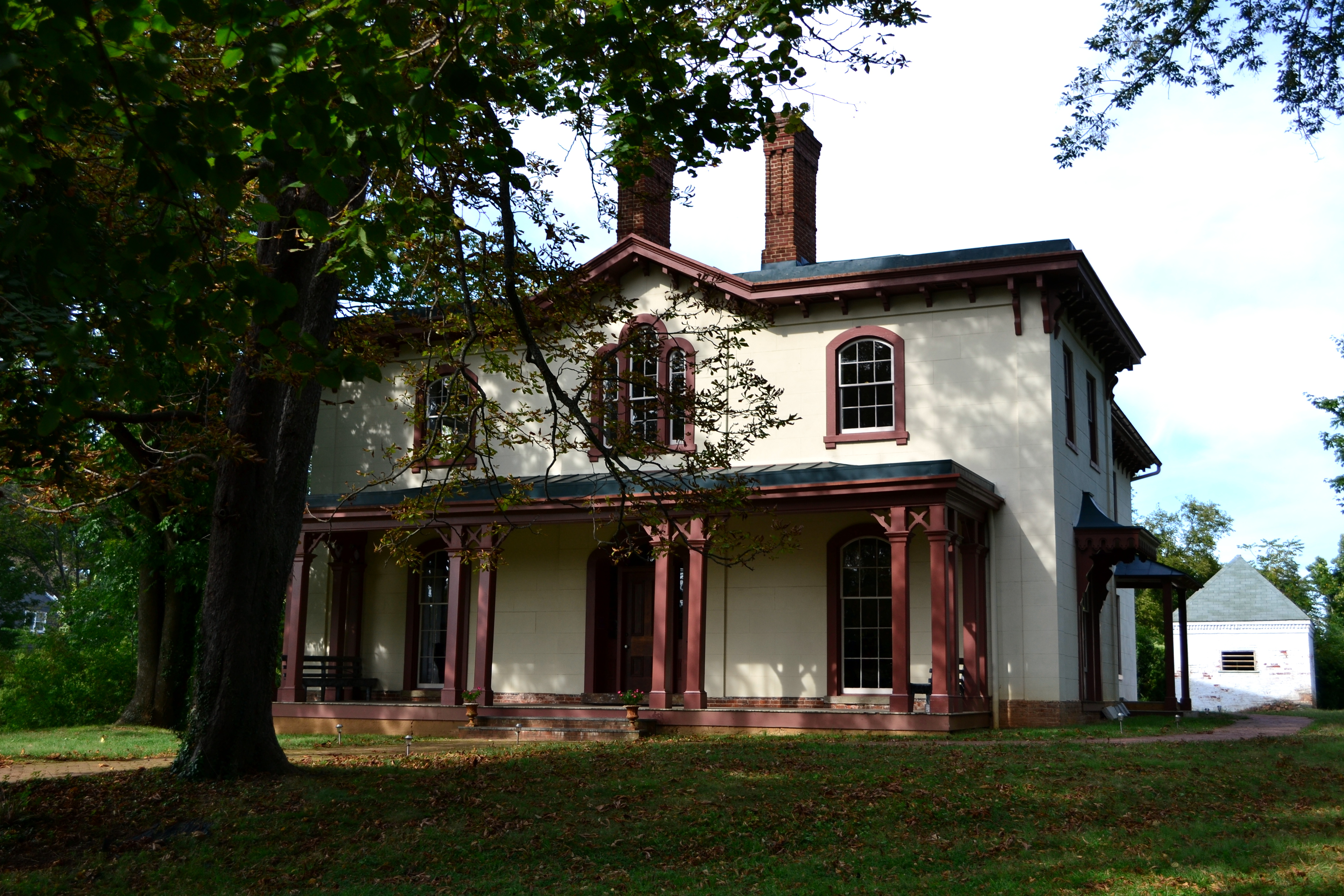
Брентмур